# Coenonympha mandane
Coenonympha mandane är en fjärilsart som beskrevs av Kirby 1862. Coenonympha mandane ingår i släktet Coenonympha och familjen praktfjärilar. Inga underarter finns listade i Catalogue of Life.